# Acanthize ridé

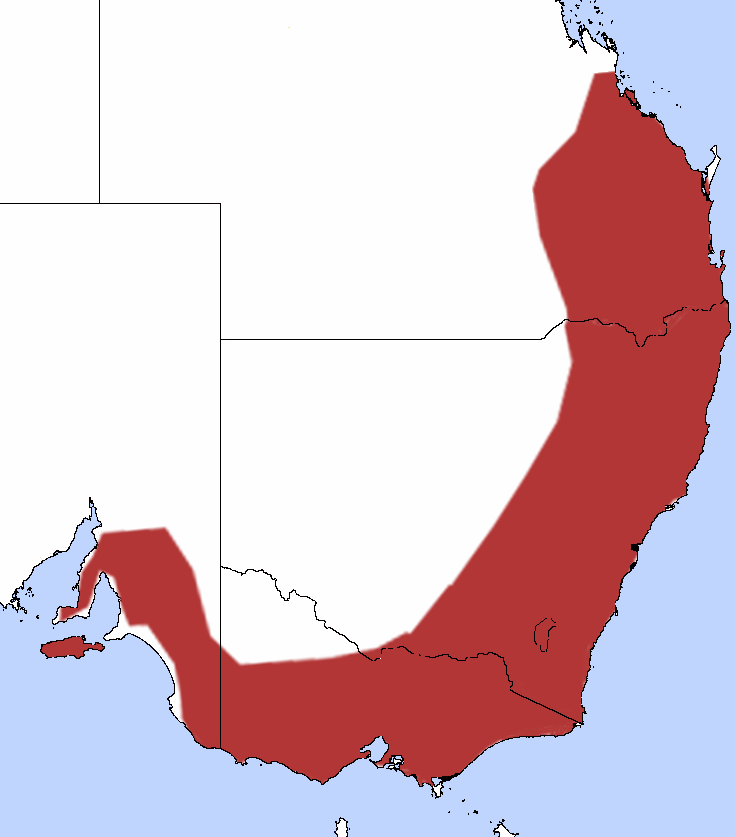
Distribution

Acanthiza lineata
Espèce
Statut de conservation UICN

 LC  : Préoccupation mineure
L'Acanthize ridé (Acanthiza lineata) est une espèce de passereaux appartenant à la famille des Acanthizidae. 

## Répartition
Cet oiseau est endémique de l'Australie.

## Sous-espèces
D'après Alan P. Peterson, il existe quatre sous-espèces :
- Acanthiza lineata alberti Mathews 1920 ;
- Acanthiza lineata clelandi Mathews 1912 ;
- Acanthiza lineata lineata Gould 1838 ;
- Acanthiza lineata whitei Mathews 1912.